# Arrenurus rufopyriformis
Arrenurus rufopyriformis är en kvalsterart som beskrevs av Herbert Habeeb 1954. Arrenurus rufopyriformis ingår i släktet Arrenurus och familjen Arrenuridae. Inga underarter finns listade i Catalogue of Life.